# Gottlieb Göschke
Gottlieb Christoph Göschke (* 29. Oktober 1818 in Piethen; † 10. Oktober 1898 in Köthen) war der erste deutsche Erdbeerzüchter.

## Leben
Gottlieb Göschke heiratete 1842 Friederike Wilhelmine aus Trebbichau an der Fuhne. Sie lebten seit März 1842 in Belgern zogen aber bereits zwei Jahre darauf nach Köthen. 
Insgesamt hatte Gottlieb Göschke neun Kinder, vier Söhne  wurden auch Gärtner. Am bekanntesten dürften Franz Göschke sein.

## Wirken
In Köthen hatte er 1844 ein 5 Morgen großes Gartenland und Kirschplantage zwischen dem Weg zum Bärteich und der Mühlstraße gekauft. 1848 erwarb er einen weiteren halben Morgen angrenzendes Ackerland des Hospitals.
Bis mindestens 1863 befand sich die Gärtnerei am Bärteich 1877 wird als Anschrift die Baasdorfer Str. 31, 1886 wird die Baasdorfer Str. 27 genannt. Auf dem Gelände seiner Gärtnerei befand sich auch eine Lehranstalt.
Göschke züchtete in Köthen mehr als 20 Erdbeersorten, die bekanntesten sind die Hohenzollern und die König Albert von Sachsen. Darüber hinaus verkaufte er auch veredelte Gehölze, Rosen, Pelargonien, Schnittblumen, Gebinde, Spargel aus eigener Zucht, Zuckerrüben und Hyazinthen und Seerosen. Das Treibhaus mit den Seerosen konnte gegen Entgelt sogar besichtigt werden.
Er war Mitorganisator einer Allgemeine Ausstellung von Blumen, Pflanzen, Früchten und Gemüsen welche vom 26. bis 29. Juni 1863 in Köthen stattfand. Zu dieser kam am 29. Juni auch der Herzog von Anhalt.